# Max the Impaler
Max the Impaler (...) è una wrestler statunitense sotto contratto con National Wrestling Alliance.
È apparsa anche nelle federazioni Ring of Honor, Total Nonstop Action Wrestling, Ohio Valley Wrestling, All Elite Wrestling e Tokyo Joshi Pro-Wrestling.

## Carriera

### Inizi (2018–2020)
Formatasi nell'accademia della Ohio Valley Wrestling, Max esordì sul ring il 15 dicembre 2018. Vinse il titolo IWA Mid-South Women's Championship per due volte nella prima metà del 2019. Il 20 ottobre 2019 conquista il titolo OVW Women's Championship sconfiggendo Megan Bayne. Il 22 febbraio 2020 apparve nel pre-show di Sacrifice della Impact Wrestling, sconfiggendo Cali Young.

### Ring of Honor (2021)
Nell'agosto 2021 partecipò al torneo ROH Women's World Championship, sconfiggendo Holidead al primo round. Tuttavia, nel round seguente fu eliminata da Angelina Love per squalifica.

### National Wrestling Alliance (2022–presente)
Il 24 maggio 2022 debuttò nella National Wrestling Alliance allo show NWA Powerrr, sconfiggendo Ella Envy. Il 27 agosto nel corso della prima serata dell'NWA 74th Anniversary Show, vinse il Burke Invitational gauntlet match, che le fece guadagnare l'opportunità di sfidare Kamille per il titolo NWA World Women's Championship. Kamille la sconfigge e difende il titolo la sera successiva. Il 12 novembre a NWA Hard Times 3, Max sconfigge Natalia Markova in un casket match.
Il 14 febbraio 2023 a Powerrr, viene annunciato che si terrà un torneo per l'assegnazione dell'NWA Women's Television Championship. Il 21 marzo a Powerrr, sconfigge Taya Valkyrie e raggiunge la finale del torneo. Il 7 aprile allo show NWA 312, tuttavia, viene sconfitta da Kenzie Paige in finale.
Il 26 agosto 2023, nel corso della prima serata dell'evento NWA 75th Anniversary Show, sconfigge Kenzie Paige e vince l'NWA World Women's Television Championship. La sera dopo, difende con successo la cintura contro Ruthie Jay.

### Tokyo Joshi Pro-Wrestling (2022–presente)
Il 4 gennaio 2023 nel corso dello show Tokyo Joshi Pro '23 della Tokyo Joshi Pro-Wrestling, Max e Heidi Howitzer conquistarono il Princess Tag Team Championship, sconfiggendo Saki Akai e Yuki Arai. Persero poi i titoli in favore delle 121000000 (Maki Itoh & Miyu Yamashita) il 18 marzo a Grand Princess '23. Il 9 ottobre a Wrestle Princess IV, Max sconfisse Rika Tatsumi vincendo l'International Princess Championship, in un Winner-takes-all match, nel quale Max difese anche l'NWA World Women's Television Championship.

## Vita privata
Max è bisessuale ed utilizza i pronomi essi/loro per autodefinirsi.

## Titoli e riconoscimenti
- H20 Wrestling
  - H20 Women's Championship (1)
- IWA Mid-South
  - IWA Mid-South Women's Championship (2)
- National Wrestling Alliance
  - NWA World Women's Television Championship (1)
  - Burke Invitational Gauntlet (2022)
- New South Pro Wrestling
  - New South Tag Team Championship (1) – con Heidi Howitzer
- Ohio Valley Wrestling
  - OVW Women's Championship (1)
- Pro Wrestling Illustrated
  - 100º posto nella lista delle migliori 100 lottatrici nei PWI Women's 100 del 2020[22]
  - 229º posto nella lista dei migliori 500 wrestler singoli nei PWI 500 del 2022[23]
- Pro Wrestling ZERO1 USA
  - ZERO1 USA Women's Championship (1)
- Tokyo Joshi Pro-Wrestling
  - International Princess Championship (1)
  - Princess Tag Team Championship (1) – con Heidi Howitzer